# День муай-тая
«День муай-тая» (тайск. วันมวยไทย, англ. National Muay Thai Day) — профессиональный праздник, который отмечается в Таиланде ежегодно 6 февраля. Не является нерабочим днём.

## История и празднование
Боевое искусство муай-тай (тайск. มวยไทย), более известное в мире, как тайский бокс, для жителей королевства Таиланд — не просто спорт, а часть национальной культуры, с которой связано множество самых разнообразных национальных легенд и традиций. Выдающиеся бойцы муай-тай издревле получали дворянские титулы и зачислялись в королевскую гвардию. По сути, в средние века, боевое искусство муай-тай было едва ли не единственной дорогой, дающей возможность простолюдину выбиться в элиту государства. Поэтому популярность этого вида единоборств среди тайцев сложно переоценить.
С одной из таких легенд и связано появление в Таиланде «Дня национального бокса муай-тай». Согласно преданию, в 1774 году, во время войны с Бирмой в плен к бирманцам попали несколько гвардейцев, которые, как правило, были признанными мастерами Муай Тай. Король Бирмы лорд Мангра пожелал выяснить, какое из боевых искусств сильнее: тайский бокс или парма — древнее бирманское боевое единоборство — и в 1775 году, Мангра по совету одного из приближённых, велел устроить в Рангуне поединок между бойцами разных школ. Среди пленённых тайцев был Най Кхам Том (Nai Khanom Thom) — известный в то время тайский мастер. Ему и предстояло провести первый поединок. До начала поединка, Най Кханом Том исполнил странный (для бирманцев) танец вокруг своего противника (танец «Рам Муай» — часть философии муай-тай, предназначенный для подготовки к бою и выражения уважения к своим предкам, учителю и противнику). Сама схватка была мгновенной, но судья не засчитал её, ибо решил, что таец намеренно ввёл в заблуждение противника своими нелепыми движениями. Бирманцы выставили другого бойца и все повторилось снова. Десять (11-?) воинов парму поочерёдно выходили на бой и все они были повержены мастером муай-тай, который даже не имел возможности отдохнуть между схватками. Мангра был так поражён произошедшим, что немедленно даровал пленнику свободу и предложил на выбор награду — либо деньги, либо любовь молодых рабынь. Най Кхам Том выбрал второе, справедливо рассудив, что достойное жалование он сможет получить в любое время. Вскоре мастер тайского бокса вернулся домой, а впереди Ная «летела» слава. На родине Най Кхам Том стал настоящим символом несокрушимости муай-тай, а значит и несокрушимости тайского духа и непобедимости Таиланда.
Уже более двух веков, в память об этом легендарном поединке, в Таиланде проводятся спортивные соревнования по тайскому боксу, которые являются своеобразной данью уважения к непревзойдённому мастеру муай-тай.